# جون آرثر (لاعب كريكت)
جون آرثر (بالإنجليزية: John Arthur)‏ (7 أبريل 1847 في أستراليا - 26 أبريل 1877 في أستراليا) هو لاعب كريكت أسترالي. لعب مع فريق تسمانيا للكريكت.

## وصلات خارجية
- جون آرثر على موقع إي آس بي آن كريك إنفو (الإنجليزية)